# Mario Luciani
Mario Luciani (Buenos Aires, Argentina, 22 de mayo de 1939 - ibídem, 19 de febrero de 1987) fue un actor y director teatral argentino de una amplia trayectoria en su país.

## Carrera
Luciani fue un excelente primer actor de reparto que realizó en cine decenas de películas junto a actores de primera línea como China Zorrilla, Julio de Grazia, Pepe Soriano, Ricardo Bauleo, Ricardo Espalter, Alita Román, Marzenka Novak, Irma Roy, Alicia Bruzzo, Alberto de Mendoza, Marilina Ross, Víctor Laplace, Homero Cárpena, Virginia Lago, entre muchos otros.
Además de destacarse como actor fue un importante defensor de la vocación actoral. En 1973 habló en un conocido diario sobre los derechos de los directores teatrales, quienes están desprotegidos como trabajadores.
Debido a una censura que sufrió en 1982 debió alejarse un tiempo de los medios para posteriormente retomar la actuación en 1984. En una entrevista dejó entrever las contingencias gremiales que padecen los actores.

## Fallecimiento
El actor Mario Luciani falleció en el escenario de un ataque cardíaco el 19 de febrero de 1987. Ese jueves estaba actuando en la obra Poder, apogeo y escándalo del Coronel Dorrego, cuando comenzó a sentirse mal y se desplomó en plena función. Sus restos descansan en el Panteón de la Asociación Argentina de Actores del Cementerio de la Chacarita. Luciani tenía 47 años.

## Filmografía
- 1972: La maffia
- 1972: El profesor tirabombas
- 1973: La malavida
- 1973: Los traidores
- 1973: ¡Quiero besarlo Señor!
- 1973: Paño verde
- 1973: Las venganzas de Beto Sánchez
- 1974: La Patagonia rebelde
- 1974: Dale nomás
- 1974: La flor de la mafia
- 1974: Los golpes bajos
- 1974: Quebracho
- 1975: La Raulito
- 1975: Yo maté a Facundo
- 1975: El Pibe Cabeza
- 1976: El gordo de América
- 1976: Sola
- 1977: Las locas
- 1977: Así es la vida
- 1979: Cantaniño cuenta un cuento
- 1979: De cara al cielo
- 1980: Toto Paniagua, el rey de la chatarra
- 1980: Los superagentes y la gran aventura del oro
- 1980: Queridas amigas
- 1980: Momentos
- 1981: El bromista
- 1981: El hombre del subsuelo
- 1983: El arreglo
- 1983: Espérame mucho
- 1983: El poder de la censura
- 1983: Los enemigos
- 1984: Todo o nada
- 1984: Los insomnes
- 1984: Los tigres de la memoria
- 1985: Flores robadas en los jardines de Quilmes
- 1986: Pinocho
- 1986: Gerónima
- 1986: Los amores de Laurita
- 1987: Prontuario de un argentino
- 1987: El amor es una mujer gorda
- 1987: Made in Argentina[5]

## Televisión
- 1974: El teatro de Jorge Salcedo
- 1984: El buscavidas
- 1985: El camionero y la dama, teleteatro estelarizado por Gabriela Gilli y Alberto Martín.
- 1985/1986: Duro como la roca, frágil como el cristal.[6]

## Teatro
- Madre Coraje (1971), estrenada en el Teatro Municipal de Buenos Aires.
- Lisandro (1972), de Viñas Lisandro, dirigido por Luis Macchi en el Teatro Chacabuco.
- Tupac Amaru (1973), con Thelma Biral, Federico Luppi, Lito Cruz, Luis Cordara, Arturo Maly, entre otros.
- La venganza de Don Mendo (1974), de Pedro Muñoz Seca, dirigida por Norma Aleandro en el Teatro Lassalle. Con un elenco que incluía a Adriana Aizemberg, Ana María Casó, Sergio Corona, Nya Quesada, Chela Ruiz, Tincho Zabala, Juan Carlos Puppo y Horacio Peña.[7]
- La cocina (1974), una obra en prosa de Arnold Wesker, que se hizo en el Teatro Del Globo.
- Lo que mata es la humedad (1981), de Jorge Núñez, dirigida por Carlos Gandolfo, en el Teatro del Globo. Con Dora Baret, Adrián Ghio, Mimí Ardú, Marisa Herrero, entre otros.[8]
- El nuevo mundo (1981)
- Los invasores (1981), donde se desempeñó como escenografísta y vestuarista  junto a Susana Meyer.
- Bar La Costumbre (1982), con Luis Brandoni y Marta Bianchi.
- Heroica de Buenos Aires (1984), de Osvaldo Dragún, dirigida por H. Salvador Amore en el Teatro del Globo, junto con María Vaner y gran elenco.
- El huésped vacío (1986).[9]
- Poder, apogeo y escándalo del Coronel Dorrego (1987)